# Isoazimutal
La línia isoazimutal és el lloc geomètric de tots els punts que tenen el rumb inicial ortodròmic sempre constant. És a dir, si el rumb inicial ortodròmic des de A fins B és de 80 graus, la línia isoazimutal és la formada per tots els punts situats entre A i B que tenen un rumb ortodròmic inicial cap al punt B de 80 graus. Entre dos punts qualssevol de la superfície terrestre es poden traçar tres línies corbes diferents: l'ortodròmica, la loxodròmica i la isoazimutal. En la isoazimutal d'un astre el punt X és el pol d'il·luminació de l'astre observat i l'angle θ és el seu azimut. L'equació de la corba isoazimutal, o arc capaç esfèric, per a un astre de coordenades (dec, Gha), declinació i angle horari a Greenwich, observat sota un azimut Z, ve donada per {\displaystyle cotan(Z)/cos(B)=tan(Dec)/sin(lha)-tan(B)/tan(lha)\;} 

on lha és l'angle horari local i els punts de latitud B, i longitud L, pertanyen a la corba.